# Ptychohyla euthysanota
Ptychohyla euthysanota es una especie de anfibio anuro de la familia Hylidae. Es nativo de El Salvador, Honduras, Guatemala y el sur de México. La especie esta amenazada por destrucción de hábitat y los efectos de la quitridiomicosis.

## Distribución y hábitat
Su área de distribución incluye el oriente de El Salvador, Guatemala y el sur de México (sureste de Oaxaca y Chiapas). Su hábitat natural se compone de bosque nuboso, bosque latifoliado y bosque de pinos, donde vive en la cercanía de cursos de agua. Su distribución altitudinal oscila entre 500 y 2200 m s. n. m..

## Estado de conservación
Se encuentra amenazada por la pérdida de su hábitat natural y por la quitridiomicosis.